# نبرد جنگل توتبورگ

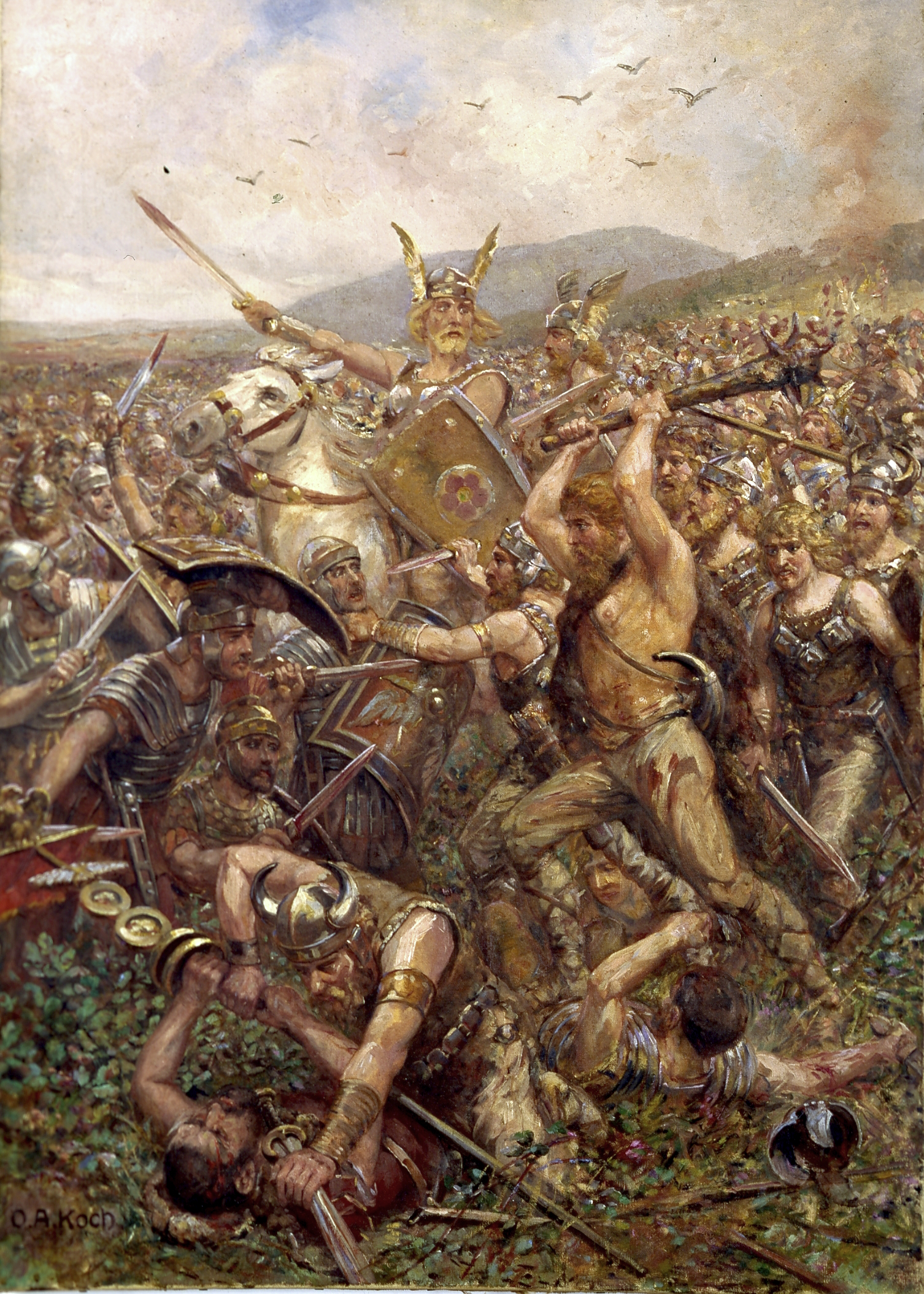
یورش جنگجویان ژرمن، Varusschlacht, ۱۹۰۹

در نبرد جنگل توتبورگ که توسط تاریخ نویسان رومی به‌عنوان فاجعه واریان شرح داده شده‌است، در سال ۹ میلادی صورت گرفت، زمانی که اتحاد قبایل ژرمنی به رهبری آرمینیوس چروسی کمین و قاطعانه سه لژیون روم و نیروهای پشتیبان آنها، به رهبری پوبلیوس کوینتیلیوس واروس را به‌طور کامل نابود کردند. با وجود لشگرکشی‌های پیروزمندانه بی‌شمار و یورش توسط ارتش روم در سال‌های بعد، آن‌ها هرگز دوباره درتسخیر ژرمانیا در ناحیه شرقی رودخانه راین تلاشی نکردند.

## نبردها
نیروهای واروس سه سپاه (لژیون هفدهم، هیجدهم و نوزدهم)، شش گروه نیروهای کمکی (غیرشهروندان یا نیروهای کشورهای متحد) و سه اسکادران سواره نظام که اکثر آن‌ها در مبارزه با جنگجویان ژرمن در شرایط محلی بی‌تجربه بودند. نیروهای رومی در فرم مبارزه راهپیمایی نمی‌کردند، و در بین تعداد زیادی از همراهی کنندگان اردوگاه پراکنده شده بودند. همان‌طور که آن‌ها وارد جنگل (احتمالاً فقط شمال شرقی از اوسنابروک) شدند مسیر تنگ و گل آلود شد، با توجه به دید کاسیوس طوفان شدیدی نیز آغازشده بود. او همچنین می‌نویسد که واروس در فرستادن گروه شناسایی پیشاپیش سپاهیان غفلت کرد.
خط راهپیمایی بسیار طولانی شد، که بیش از ۱۵ کیلومتر و گاهی تا ۲۰ کیلومتر تخمین زده می‌شود. سپس به ناگاه جنگجویان ژرمن مسلح به شمشیر سبک، زوبین بلند و نیزه کوتاه باریک پره به نام فِرما (fremae) به آن‌ها حمله کردند. همهٔ ارتش روم به محاصرهٔ جنگجویان ژرمنی درآمدند و باران نیزه بر روی رومی‌ها فرود آمد. آرمینیوس، که در رم به‌عنوان یک شهروند رشد کرده و به یک سرباز رومی تبدیل شده بود، درک بسیار خوبی از تاکتیک رومی‌ها داشت و می‌توانست نیروهای خود را برای مقابله با آنها، با استفاده از برتری تعداد سربازان محلی در برابر سپاه پراکنده رومی به گونه‌ای مؤثر رهبری کند. رومی‌ها موفق به راه‌اندازی یک اردوگاه شب مستحکم شدند، و صبح روز بعد رو به شمال کشور و تپه‌های ویهن، در نزدیکی شهر مدرن استرکاپلن گریختند. گریز آن‌ها تلفات سنگینی داشت چون برای تلاش به فرار از راه منطقه‌ای جنگلی در زیر باران سیل آسا حرکت می‌کردند. بارش باران آن‌ها را مانع از آن شد که از کمان خود استفاده کنند زیرا زه کمان پس از خیس شدن شل می‌شود و سپر آن‌ها نیز پر از آب بود، و آن‌ها را عملاً بی‌دفاع بودند.
رومیها یک فرار شبانه را انجام دادند اما به دام دیگری که آرمینیوس در پایین کالکریز هیل قرار داده بود افتادند. نوار شنی بازی که در آن رومی‌ها به راحتی می‌توانستند راهپیمایی کنند در کنار تپه تنگ شده بود، به‌طوری که پهنایی در حدود ۱۰۰ متر بین جنگل و مرداب در لبه سمت باتلاق بزرگ وجود داشت. جاده با خندق بسته شده شد و به سمت جنگل، دیواری خاکی کنار جاده ساخته شده بود، که به ژرمن‌ها اجازه می‌داد که در پوشش آن‌ها به رومیان حمله کنند. رومیان برای از بین بردن دیوار تلاش کردند اما شکست خوردند، و بالاترین افسر پس از واروس، نومنوس والا، با سواره نظام از سپاه جدا شد اما سواره نظام ژرمن او را گرفته و کشتند. (بنا به نوشتهٔ ولیئوس پاترکولوس). جنگجویان ژرمن پس از آن یورش برده و نیروهای از هم پاشیده رومی را قتل‌عام کردند. واروس خودکشی کرد و ولیوس نوشته که یک فرمانده، سیونیوس با شرمساری تسلیم شد و پس از آن به زندگی خود پایان داد، درحالی‌که همکارش اگیوس قهرمانانه مرد هنگامی‌که نیروهای محکوم به فنای خود را فرماندهی می‌کرد.
حدود۱۵٬۰۰۰ تا ۲۰٬۰۰۰ سرباز رومی کشته شدند. بسیاری از افسران گفته می‌شود که با انداختن خود بر روی شمشیرهایشان خودکشی می‌کردند که شیوه‌ای مورد تأیید بود. تاسیتوس نوشته که بسیاری از افسران به‌عنوان بخشی از مراسم مذهبی بومی به‌وسیلهٔٔ ژرمن‌ها قربانی شدند، به اینگونه که در دیگ پخته شده و استخوان آن‌ها برای مراسم مورد استفاده قرار می‌گرفته‌است. برای دیگران خون‌بها درخواست شد و برخی از سربازان عادی به بردگی گرفته شدند.
تمام داستان‌های رومی برشکست کامل روم تأکید می‌کنند. یافته‌ها در کالکریز، که در آن، همراه با ۶٬۰۰۰ تکه (بیشتر شکسته) از تجهیزات روم، تنها یک آیتم وجود دارد - بخشی از یک نیزه - که ژرمنی است و کمی تلفات ژرمن‌ها را نشان می‌دهد. به هر حال پیروزشدگان می خواستند اجساد خود را جمع‌آوری کنند، و دفن تجهیزات نبرد جنگجویان، به نبود ماترک ژرمن‌ها کمک می‌کند. چندین هزار سرباز ژرمن شبه نظامیانی را که زره رومی به تن داشتند رها می‌کردند، که بنابراین آن‌ها را تا به‌عنوان «رومی» در حفاری‌های باستان‌شناسی نشان می‌دهد، و قبایل ژرمن فلزی کمتری می‌پوشیدند و مواد آلی فاسد شدنی در لباس داشتند.
پیروزی‌ها با برچیدن دژها، پادگان‌ها و شهرهای رومیان - که حداقل دوتا از آن‌ها وجود داشت - در شرق راین ادامه یافت و دو سپاه رومی باقی‌مانده، به فرماندهی برادرزاده واروس، لوسیوس نونیوس آسپرناس، به نگهداشتن رودخانه بسنده کرد. در یکی از دژها (یا احتمالاً شهرها)، آلیسو، در جای شهر امروزی هالترآم سی، که به بازماندگان جنگل توتبورگ به فرماندهی لوسیوس کائدیوس که به راین رسیده بودند پناه داده بود، و قبایل ژرمن را برای چند هفته یا شاید چند ماه عقب راند.